# 8 (J.J. Cale)
8 è l'ottavo album di J.J. Cale, pubblicato dalla Mercury Records nel 1983.
Suona Tim Drummond, noto per le collaborazioni con Bob Dylan, Neil Diamond, James Brown, Neil Young.

## Tracce
Lato A
1. Money Talks – 4:18 (Christine Lakeland, J.J. Cale)
2. Losers – 2:38 (Christine Lakeland, J.J. Cale)
3. Hard Times – 3:55 (J.J. Cale)
4. Reality – 2:21 (J.J. Cale)
5. Takin' Care of Business – 2:08 (J.J. Cale)

Lato B
1. People Lie – 2:12 (J.J. Cale)
2. Unemployment – 4:08 (J.J. Cale)
3. Trouble in the City – 3:28 (J.J. Cale)
4. Teardrops in My Tequila – 2:15 (Paul Craft)
5. Livin' Here Too – 2:15 (J.J. Cale)

## Musicisti
- J.J. Cale - chitarra, batteria, pianoforte, basso, voce, arrangiamenti
- Christine Lakeland - chitarra ritmica, tastiere, voce
- Steve Ripley - chitarra
- Richard Thompson - chitarra
- Weldon Myrick - chitarra steel
- Ray Edenton - chitarra
- Harold Bradley - chitarra
- Spooner Oldham - tastiere, organo
- Glenn D. Hardin - tastiere, pianoforte, batteria
- Tony Migliore - pianoforte
- Bob Moore - basso
- David Waddell - basso
- Tim Drummond - basso
- Buddy Harman - basso
- Karl Himmel - batteria
- Jim Keltner - batteria
- Jim Karstein - batteria, percussioni